# Italo Balbo
Italo Balbo (Ferrara, 1896. június 6. – Tobruk, 1940. június 28.) olasz fasiszta politikus, repülőtiszt, légügyi miniszter és Líbia kormányzója volt.

## Ifjúsága
Camillo Balbo és Malvina Zuffi, két tanító gyermekeként látta meg a napvilágot egy Ferrarához tartozó kis faluban, Quartesanában. Születése után családja beköltözött a városba. 1911-ben Italo megszökött otthonról, és csatlakozott egy Ricciotti Garibaldi vezette szállítócsapathoz, amely Albánia török uralom alóli felszabadítását tűzte ki célul. A Camillo Balbo által figyelmeztetett rendőrség megállította a katonákat, és Italót visszavitték szülei házába. 1914-ben Milánóban részt vett egy intervencionista tüntetésen, itt találkozott a szocialista pártban magas posztot betöltő Mussolinivel. Ezt követően lett az ausztriai olasz irredentát képviselő Cesare Battisti testőrségének tagja.

## Azelső világháborúban
Balbo a hegyivadászok 8. ezredénél szolgált. Alhadnagyságig vitte, majd 1917. október 16-án saját kérésére áthelyezték Torinóba, hogy részt vehessen egy pilótatanfolyamon. Álma azonban ekkor még nem teljesülhetett, mivel az osztrák-német támadás miatt pár napon belül visszahelyezték a frontra. 1918-ban Pieve di Cadore zászlóalj-parancsnokaként részt vett a Monte Grappa-i harcokban, és felszabadította Feltre városát. Hősiességéért egy bronz és két ezüst érdeméremmel tüntették ki, majd századosi rangra emelkedett.

## A háború után
A harcok végeztével Balbo társadalomtudományokból szerzett diplomát Firenzében, majd szülővárosában lett banktisztviselő. Állását azonban hamar feladta, hogy a helyi fasiszta szervezet titkára lehessen. A ferrarai feketeingesekből szervezte meg a Celibano-squadrát, amely a tagok kedvenc italáról, a cseresznyés brandyről kapta a nevét. A hírhedt csapat számos véres akciót hajtott végre a földfoglaló parasztok illetve szocialisták és kommunisták ellen Portomaggiore, Ravenna, Modena és Bologna térségében. Még a ferrarai Estense-kastélyt is megrohanták. A legtöbb áldozazot talán az 1921. június 24-25-én végrehajzott portomaggiorei vérengzésük követelte.
Balbo olyan ismertté vált a fasiszta mozgalom berkein belül, hogy az 1922-es marcia su Roma levezénylésére kinevezett quadrumvirek közé választották Emilio de Bono, Cesare Maria De Vecchi és Michele Bianchi társaként. 1923-ban megvádolták a parasztok mellett kiálló antifasiszta argentai pap, Giuseppe Minzoni atya meggyilkolásával. A kedvezőtlen ítélet elől menekülve Balbo Rómába tette át székhelyét.

## A fasiszta légimarsall

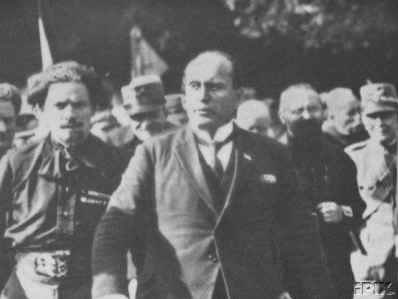
Italo Balbo (bal oldalon) Mussolinivel közösen 1923-ban.

1924-ben ő lett az egyesített és megszervezett fasiszta milícia, az MVSN főparancsnoka, majd 1925-ben a nemzetgazdasági minisztérium altitkárává nevezték ki. 1926. november 26-ától aztán végre szenvedélyének hódolhatott, amikor légügyi államtitkárrá nevezték ki. Feladata a királyi légierő, a Regia Aeronautica létrehozásának koordinációja volt. 1928. augusztus 18-án a légierő marsallja, 1929. szeptember 12-én pedig légügyi miniszter lett.
Miniszterként páratlan sikereket ért el, igaz, elsősorban személyes jellegűeket. Két alkalommal is megszervezte és véghezvitte az Atlanti-óceán átrepülését. 1930. december 17. és 1931. január 15. között 12 Savoia-Marchetti S.55A hidroplánnal tette meg az Orbetello és Rio de Janeiro közti utat.
A második úton, amelyre 1933. július 1. – augusztus 12. között került sor, 24 hidroplán vett rész Róma és Chicago között. Az Egyesült Államokban valóságos hősként ünnepelték Balbót: Franklin D. Roosevelt elnök vele vacsorázott, a chicagói 7th Streetet Balbo Avenue-nek nevezték át, és még a sziú indiánok is törzsfőnökükké tették „Repülő Sas” néven. New Yorkon keresztül hazatérve Constantinus diadalíve alatt parádézott embereivel. Jutalomképpen a Duce kinevezte Olaszország légimarsalljává. Az 1930-as és 1940-es években sok helyütt balbóknak nevezték a több repülőgépből álló formációkat.

## Líbia kormányzója

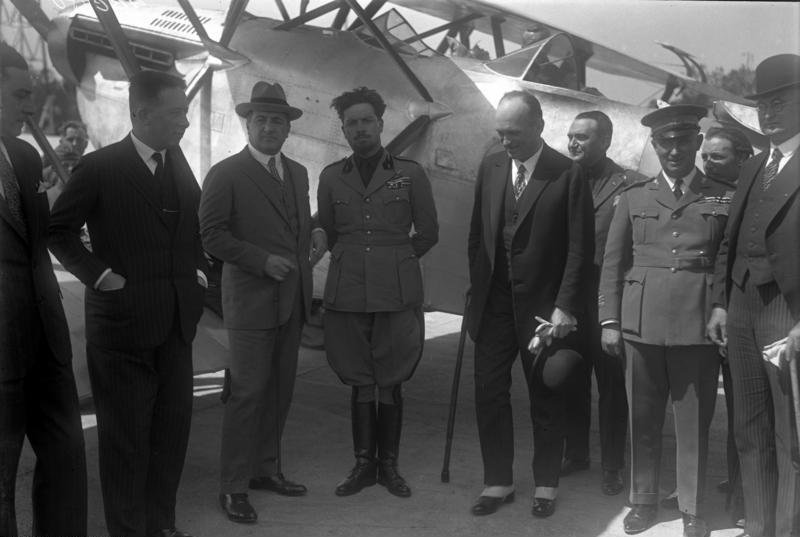
Balbo (középen) 1930-ban, katonai egyenruhában.

Még hőstette évében kinevezték Líbia kormányzójává, amely hivatalt 1934 januárjában foglalta el. A párton belül sikereire féltékeny és erős egyéniségétől tartó ellenfelei sikeresen eltávolították a felszínről. Különcségei miatt sem kedvelték, így például sosem használta a karlendítést, hanem mindig kézfogással köszöntött mindenkit.
Líbia élén pompakedvelő életet élt, de emellett sokat tett az úthálózat fejlesztéséért (a főútvonalat nemes egyszerűséggel Balbiának nevezte) és az olasz telepesek számának növeléséért, illetve igyekezett az arab és berber lakosságot a fasiszta ügynek megnyerni.
A második világháború kitörését követően Rómába látogatott, ahol afelett érzett elégedetlenségét fejezte ki, hogy Mussolini támogatja Hitler törekvéseit, és javasolta, hogy az Olasz Királyság Nagy-Britannia mellett törjön lándzsát. Elképzelései végül pusztába kiáltott szónak bizonyultak. Az idő előrehaladtával mind veszélyesebb kijelentésekre ragadtadta magát Hitlerrel, sőt Mussolini eltávolításának szükségességével kapcsolatban.

## Balbo halála
A Líbiába visszatérő Balbót hamarosan elérte a végzet. A repülés szerelmesének hobbija okozta a vesztét. Szokása volt ugyanis személyesen is részt venni a felderítő repüléseken. 1940. június 28-án éppen visszatért Tobrukba S.M.79-esével, amikor egy olasz légvédelmi ágyúval – valószínűleg véletlenül, bár sokáig rebesgették, hogy római parancsra – lelőtték a gépét. Az esetre két brit bombatámadás között került sor. Balbo gépére az egész, alig 18 napja háborúzó helyi olasz haderő, még a kikötőben horgonyzó San Giorgio cirkáló is tüzet nyitott, mire repülőgépe az állások mögött a földbe csapódott és kigyulladt, minden utasa odaveszett, köztük Nello Quilici író, újságíró, Folco Quilici dokumentumfilm-rendező édesapja.

## Művei magyarul
- Repülőrajokkal az Óceánon át; ford. Révay József; Lampel, Bp., 1931 (A Magyar Földrajzi Társaság könyvtára)
- Diadalmas szárnyak. A második olasz óceánrepülés; ford. Gáspár Miklós; Franklin, Bp., 1934 (A Magyar Földrajzi Társaság könyvtára)